# Luigi Musina
Luigi Musina (San Floriano del Collio, 18 dicembre 1914 – Cormons, 10 febbraio 1990) è stato un pugile italiano, Campione italiano ed europeo dei pesi mediomassimi e Campione italiano dei pesi massimi. È passato alla storia per essere stato l'ultimo avversario dell'ormai quarantenne Primo Carnera.

## Biografia

### Carriera da dilettante
La carriera dilettantantistica di Luigi Musina è carica di allori. Nel 1935, a Milano e nel 1936, a Roma, è campione d'Italia dei pesi mediomassimi. 
L'anno successivo partecipa a una tournée negli Stati Uniti con la nazionale italiana e la selezione europea contro i pugili statunitensi vincitori del Guanto d'Oro. Batte sia Herman West, Guanto d'Oro di Chicago, sia Louis Jackson, Guanto d'Oro di Kansas City, sia, con la maglia azzurra, Charles Jackson, Guanto d'Oro di New York, Pennsylvania e New Jersey.
Nel 1937 è anche Campione europeo a Milano e, nel 1939, ancora Campione europeo, a Dublino, sempre nei mediomassimi.

### Carriera da professionista
Passa al professionismo nel 1940. Ancora imbattuto conquista il titolo italiano dei pesi massimi il 27 giugno 1941 a Torino, mettendo KO Preciso Merlo al terzo round. 
Nonostante una sconfitta a Gotemburgo, ai punti, contro lo svedese Olle Tandberg, è designato per contendere al tedesco Richard Vogt il titolo europeo vacante dei mediomassimi. Musina se lo aggiudica ai punti, alla Deutschlandhalle di Berlino, il 5 aprile 1942. 
Si prende la rivincita a Roma contro Tandberg, senza titolo in palio, ma il suo regno dura poco perché è dichiarato decaduto dopo pochi mesi. È dichiarato decaduto anche dalla cintura italiana dei pesi massimi. 
In piena guerra, continua comunque a combattere. Il 10 maggio 1943, a Milano, contro Giovanni Martin, conquista il titolo italiano dei mediomassimi, che era rimasto vacante.
Nei primi anni del dopoguerra, Musina incrocia i guantoni con Primo Carnera, negli ultimi tre match sostenuti dal gigante di Sequals. Il primo match, il 21 maggio 1945, a Milano, inizia in ritardo, a causa della folla che vorrebbe entrare anche senza biglietto. Nel frattempo Carnera è intrattenuto in un bar dai suoi ammiratori, e non sa rifiutare le loro offerte alcoliche. Quando l'incontro ha inizio, è atterrato tre volte dall'avversario che lo sconfigge per ko tecnico al 7º round. 
Gli altri due incontri, che l'ex Campione del Mondo combatte già quarantenne, sono ugualmente vinti ai punti da Luigi Musina. L'ultimo di essi, il 12 maggio 1946, è disputato allo Stadio Baiamonti di Gorizia, di fronte a 20.000 spettatori.
Subito dopo, Musina incrocia due volte i guantoni con Duilio Spagnolo, in entrambi i casi con in palio il titolo italiano dei pesi massimi. Vince il primo per squalifica, impossessandosi della cintura, ma perde il secondo ai punti, lasciando il titolo all'avversario. 
Nel frattempo aveva abbandonato la cintura dei mediomassimi che era ancora vacante. È allora designato a contenderla a Enrico Bertola. Il 22 settembre 1946, a Livorno è costretto all'abbandono alla sesta ripresa. Combatte altre cinque volte con alterni risultati, poi lascia il pugilato.